# Festuca cordubensis
Festuca cordubensis är en gräsart som beskrevs av Juan Antonio Devesa. Festuca cordubensis ingår i släktet svinglar, och familjen gräs.
Artens utbredningsområde är Spanien. Inga underarter finns listade i Catalogue of Life.